# Parafia św. Marcina w Krzelowie
Parafia św. Marcina w Krzelowie – parafia rzymskokatolicka w Krzelowie, w dekanacie Wołów, w archidiecezji wrocławskiej.

## Liczebność i obszar parafii
Parafię zamieszkuje 1990 mieszkańców. Parafia obejmuje miejscowości: Boraszyce Wielkie (5 km), Budków (12 km), Buszkowice Małe (10 km), Dąbie (8 km), Gryżyce (6 km), Młoty (1 km), Przyborów (7 km), Wyszęcice (3 km).

## Historia
- 1220 - Pierwsza wzmianka o Kościele w Krzelowie
- 1305 - Kolejna informacja na temat istnienia Kościoła w Krzelowie, które pochodzi z ,,Liber fundationis episcopa-tus Vratislaviensis"
- 1376 - Kardynał Johann z Wołowa w wydanym przez siebie dokumencie wspomina o tutejszym kościele parafialnym
- 1810 - Kościół w Krzelowie należy do dóbr biskupa wrocławskiego.
- 1845 - Do proboszcza należy część wsi, obejmująca 10 posesji.
- 1860 - W tym roku został wybudowany obecny kościół w Krzelowie - został wzniesiony w stylu neogotyckim.
- 1940?- Rozstrzelanie przez żołnierzy Armii Czerwonej ostatniego niemieckiego proboszcza na schodach miejscowego klasztoru.
- 1945 - Przybycie wraz z grupą przesiedlonych zza wschodniej granicy Polaków pierwszego powojennego proboszcza ks.Franciszka Wołyniaka. Rozpoczęcie prowadzenia kroniki parafialnej.
- 1948 - Wizytacja kanoniczna ks. infułata Karola Milika.
- 1955 - Prymicja pochodzącego z tutejszej parafii ks. Tadeusza Kisińskiego.
- 1963 - Nawiedzenie miejscowości przez kopię obrazu Matki Bożej Częstochowskiej, w ramach przygotowań do obchodów Tysiąclecia Chrztu Polski.
- 1990 - Ks. Dionizy Pityński obejmuje urząd proboszcza tutejszej parafii po odejściu ks. Antoniego Soroki.
- 2001 - Ks. Kazimierz Rącki obejmuje urząd proboszcza tutejszej parafii po odejściu ks. Dionizego Pityńskiego. Obchodzonie uroczystości złotego jubileuszu święceń ks. Tadeusza Kisińskiego.
- 2005 - Pielgrzymka parafian do Częstochowy, w ramach diecezjalnej pielgrzymki na Jasną Górę, związanej z rocznicami Kościoła wrocławskiego.
- 2007 - Śmierć ks. Kazimierza Rąckiego.
- 2007 - Ks. Edward Łupkowski obejmuje urząd proboszcza tutejszej parafii po śmierci ks. Kazimierza Rąckiego.
- 2009 - Ks. Dariusz Rzepka obejmuje urząd proboszcza tutejszej parafii po odejściu ks. Edwarda Łupkowskiego.

## Proboszczowie
Proboszczowie powojenni:
- ks. Franciszek Wołyniak (1945-1947)
- ks. Ryszard Szmidt (1947-1952)
- ks. Edmund Wiącek (1952-1959)
- ks. Edward Zadembski (1959-1962)
- ks. Mieczyslaw Szymanski (1962-1967)
- ks. Tadeusz Smigielski (1967-1980)
- ks. Jerzy Porzezinski (1980-1985)
- ks. Antoni Soroka (1985-1990)
- ks. Dionizy Pityński (1990-2001)
- ks. Kazimierz Rącki (2001-2007)
- ks. Edward Łupkowski (2007-2009)
- ks. Dariusz Rzepka (od 2009)

## Kościoły i kaplice
- Kościół św. Marcina w Krzelowie,
- Kościół Najświętszego Serca Pana Jezusa w Buszkowicach Małych,
- Kościół św. Michała Archanioła w Wyszęcicach,
- Kaplica Sióstr Maryi Niepokalanej.

## Zgromadzenia i zakony
Od roku 1902 na terenie Krzelowa znajduje się Zgromadzenie Sióstr Niepokalanek.

## Grupy parafialne
- Żywy Różaniec
- Ministranci
- Lektorzy
- Eucharystyczny Ruch Młodych